# Anna Tumarkin
Anna Tumarkin (Dubrovna, 16 de febrero de 1875 - Hamburgo, 7 de agosto de 1951), cuyo nombre original es Anna-Ester Pawlowna Tumarkina (en ruso, Анна-Эстер Тумаркина o Анна Павловна Тумаркина. Transcripción: Anna-Ėster Tumarkina) fue una filósofa suiza de origen judío y ruso.
Tumarkin fue la primera mujer que obtuvo una plaza de profesora de Filosofía en la Universidad de Berna, la primera mujer en Europa a la que se le permitió examinar a doctorados y a opositores a cátedra y la primera mujer que formó parte de un Consejo de Gobierno universitario en Europa.

## Información personal y estudios
Anna Tumarkin creció en una familia de comerciantes judíos en Chisináu (en la actual Moldavia), donde vivió hasta que comenzó la educación secundaria. Como otros muchos estudiantes rusos y judíos, llegó a Suiza en 1892, con tan solo 17 años, para escapar del despotismo zarista.
Una vez allí, comenzó sus estudios universitarios en la Universidad de Berna, donde estudió Filología Germánica, Historia y Filosofía pues era seguidora de la filosofía de Kant. Terminó la carrera en 1895 con la mejor calificación.
En agosto de 1894 recibió su primer premio por un ensayo titulado Beziehungen Herder zu Kant (Relaciones entre Herder y Kant). El jurado destacó de ella su capacidad crítica y metodológica. En 1895, se graduó con la calificación summa cum laude. Posteriormente, Tumarkin continuó su educación en la Universidad Friedrich-Wilhelm de Berlín junto al filósofo Wilhelm Dilthey y con el especialista en literatura Erich Schmidt. Tras una estancia de tres años en esta ciudad, donde se dedicó al estudio de la Estética, regresó a Berna en 1898 para realizar el doctorado en filosofía. Sus estudios quedaron plasmados en un minucioso trabajo de tesis doctoral. Fue la primera mujer que recibió la venia docendi en Berna (1898), convirtiéndose así en la tercera mujer en Suiza que lo logró, después de Emilie Kempin-Spyri en Zúrich y de Ida Welt en Ginebra.
Más tarde se interesó también por la teoría del arte, la psicología y la filosofía clásica de Grecia y Roma.

## Vida personal
Tumarkin fue pareja de Ida Hoff, la primera médica escolar de Berna, con la que compartió el hogar, la herencia y la sepultura. Los conocidos de Tumarkin la describieron como una persona erudita, de pensamiento abstracto y ávida de conocimiento. Tumarkin era amante de la naturaleza, por lo que solía recorrer las montañas. Con su pareja, Ida Hoff, viajó a muchas ciudades para visitar iglesias, museos y otros lugares de interés artístico y cultural. Además, publicó un informe sobre su impresionante viaje a Grecia en la revista Berner Bund.
En 1921, con 46 años, se convirtió en apátrida por la situación política de Bielorrusia y solicitó la ciudadanía suiza con éxito. Entre 1925 y 1937 visitó con regularidad a familiares judíos en la provincia de Besarabia (hoy en Moldavia), una de las zonas que invadieron los nacionalsocialistas en 1941. Muchos de sus familiares fueron cruelmente perseguidos, deportados y asesinados.

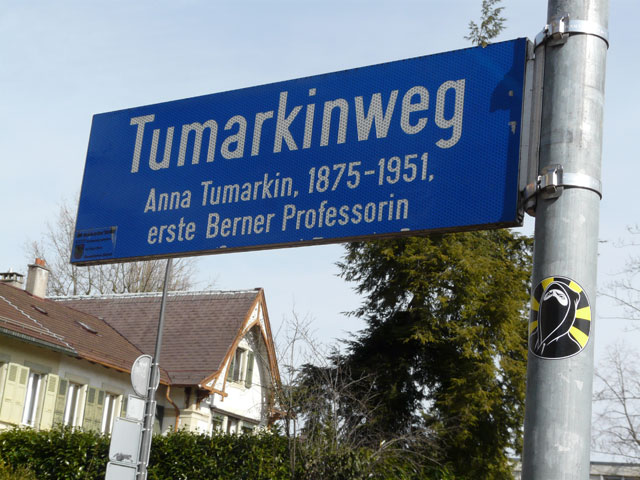
Tumarkinweg (calle dedicada a Anna Tumarkin).

En los años 40 Tumarkin enfermó de elefantiasis y solicitó la jubilación en 1943 por motivos de salud. Ya senil murió en 1951 en un geriátrico de Gümligen llamado Siloah tras una larga enfermedad.
El legado de Tumarkin se encuentra en el Archivo Estatal de Berna. Además, en el año 2000 nombraron una calle en su honor, que circula junto al aula de la Universidad de Berna, donde impartía docencia.

## Vida profesional y logros
En octubre de 1898, a la edad de 23 años, siendo ya una respetada académica, impartió una conferencia sobre Goethe y la naturaleza del drama, a la que acudió un público muy nutrido.
En septiembre de 1904, pronunció un discurso sobre el concepto Spiel der Kräfte de Kant en el II Congreso Mundial de Filosofía de Ginebra. Pese a sus logros, no se le permitió ocupar la cátedra con pleno derecho como sucesora de su director de tesis Ludwig Stein. El comité de nombramiento no consideró el puesto adecuado para una mujer. 
Finalmente, en 1906 recibió el título honorífico de Titularprofessorin, que le permitió ostentar el título de catedrática, pero sin puesto de enseñanza. En 1908 consiguió el título de catedrática en la Universidad de Berna tras un proceso de oposición, a diferencia de la cátedra ad personam concedida a Sofja Kowalewskaja en 1884 en Estocolmo. En 1909, fue promovida a una cátedra de Filosofía especializada en la rama de la Estética. Los avances académicos de Tumarkin captaron la atención internacional. Como profesora de la Universidad de Berna, Tumarkin se dedicó durante más de treinta años al estudio académico y a sus estudiantes.
Es autora de varios libros sobre filosofía, en particular, Die Romantische Weltanschauung (Visión del mundo de los románticos), publicado en 1920 y Wesen und Werden der schweizerischen Philosophie (La esencia y el surgimiento de la filosofía suiza) de 1948. Esta última obra es una historia del pensamiento filosófico suizo, reconocida entre sus homólogos.
En 1937 recibió el premio Theodor Kocher por sus trabajos filosóficos.

## Compromiso público con el derecho al voto femenino
Por motivos políticos, muchos intelectuales judíos y opositores al régimen ruso, abandonaron su patria. Anna Tumarkin fue una de las muchas estudiantes extranjeras que eligió estudiar en Suiza porque, a diferencia de otros países, desde la década de 1860 a las mujeres se les permitía estudiar con los mismos derechos que a los hombres.
Tumarkin admiraba el heroísmo de pueblo ruso que, con enorme sacrificio, luchó unido contra el despotismo zarista. Por eso consideraba que la reivindicación del sufragio universal para las mujeres suizas, que gozaban de mayor libertad, era una pretensión egoísta. Pero tras ser testigo del «amor desinteresado para con el pueblo» de las defensoras suizas al voto, reconoció públicamente este derecho.
Tumarkin prosperó en Suiza y obtuvo la ciudadanía de este país en 1921. Fue partidaria activa del movimiento de sufragio femenino suizo, convirtiéndose en ejemplo destacado de lo que las mujeres podían lograr cuando se les daba la oportunidad. En 1928 participó en la primera exposición SAFFA, «Exposición Suiza del Trabajo de la Mujer», un evento que subrayaba la contribución de las mujeres a la sociedad y la economía, y que Tumarkin describió más tarde como uno de sus recuerdos más preciados.

## Obras
- Herder und Kant (= Berner Studien zur Philosophie und ihrer Geschichte, Tomo 1). Siebert, Berna 1896 OCLC 729054116 (tesis doctoral, Universidad de Berna 1895, 110 pp.).
- Spinoza. Acht Vorlesungen gehalten an der Universität Bern. Quelle & Meyer, Leipzig 1908
- Die romantische Weltanschauung. Haupt, Berna 1920
- Prolegomena zu einer wissenschaftlichen Psychologie. Meiner, Leipzig 1923
- Die Methoden der psychologischen Forschung. Teubner, Leipzig 1929
- Der Ästhetiker Johann Georg Sulzer (= Die Schweiz im deutschen Geistesleben, Tomo 79/80) Huber, Frauenfeld / Leipzig 1933, DNB 362914885
- Wesen und Werden der schweizerischen Philosophie. Huber, Frauenfeld 1948